# Cairo Time
Cairo Time è un film del 2009 diretto da Ruba Nadda, con Patricia Clarkson e Alexander Siddig. Al Toronto International Film Festival ha vinto il premio miglior film canadese.

## Trama
Juliette è un'editrice di una rivista di moda, che si reca in Egitto per trascorrere tre settimane di vacanza, oltre che ricongiungersi con il marito Mark, che lavora nella capitale come diplomatico. Tuttavia Mark è preso da impegni di lavoro a Gaza, così decide di inviare il suo collaboratore Tareq a tenere compagnia alla moglie facendole visitare Il Cairo. Mentre Tareq fa da guida alla donna, portandola alla scoperta dei profumi, suoni e segreti della città egizia, tra i due nascono sentimenti inaspettati.

## Produzione
Quando Ruba Nadda finì di scrivere la sceneggiatura del film, la mostrò al produttore Daniel Iron, della Foundry Films di Toronto. Daniel rimase molto colpito dal lavoro di Ruba Nadda, e ricordando la loro positiva esperienza vissuta insieme, decise di aiutare il regista a produrre il film. In seguito anche il produttore di cinema indipendente Atom Egoyan e i produttori Christine Vachon e Charles Pugliese della Killer Films si unirono ai membri della produzione nel 2005. Restava però un problema da affrontare prima di poter passare dalla fase di pre-produzione a quella di lavorazione: la Foundry Films era una società canadese e il Canada aveva accordi per co-produrre film con 80 paesi, ma non con l'Egitto. Occorreva quindi trovare una società di un paese che aveva accordi per co-produrre con l'Egitto: questa società fu l'irlandese Samson Films, che accettò di co-produrre il film. Così la pellicola acquisì una triplice nazionalità: canadese, irlandese ed egiziana.
Dopo la conclusione della fase di casting, le riprese sono iniziate nel gennaio del 2008 e si sono svolte interamente a Il Cairo, in Egitto.

## Colonna sonora
Tra i brani che compongono la colonna sonora del film sono presenti:
- Loin Des Villes, scritto ed eseguito da Yann Tiersen
- Till I kissed you, composto dal duo musicale The Everly Brothers
- Mahma Galou, scritto da Cheb Yassin e Ehab Abasseed ed eseguito da Cheb Yassin
- Ahwak, scritto da Sayed Hussein e Abdel Wahab Mohammed ed eseguito da Abdel Halim Hafez

## Distribuzione
Il film è stato presentato il 13 settembre 2009 al Toronto International Film Festival, dove è stato dichiarato "miglior film canadese". Il 16 ottobre 2009 è uscito nelle sale canadesi, mentre nel mese di aprile 2010 è stato presentato anche al Tribeca Film Festival di New York. Negli Stati Uniti è stato distribuito dal 6 agosto 2010.

## Accoglienza

### Incassi
Complessivamente la pellicola ha incassato circa 2 milioni di dollari.

### Critica
La rivista The Hollywood Reporter ha apprezzato molto le riprese e l'ottimo lavoro svolto da Luc Montpellier nella fotografia, un po' meno l'evoluzione della storia d'amore. La recensione di Reel Film ha definito piacevole la pellicola, apprezzando l'interpretazione di Alexander Siddig. Commenti mediamente positivi sono arrivati anche da altre testate. Per quanto riguarda la reazione in Egitto, la testata Cairo360.com ha espresso un commento positivo sulla pellicola, apprezzando come sia stato rappresentato l'ambiente de Il Cairo, ma ha anche messo in luce come nella realtà sarebbe decisamente improbabile che un egiziano sviluppi un interesse amoroso per la moglie di un suo vecchio amico.